# Мейер, Август Фёдорович
Август Фёдорович Мейер (13 [24] марта 1779, Гамбург — 15 [27] марта 1857) — российский горный инженер немецкого происхождения, обер-бергмейстер. В 1813—1820 годах горный начальник Гороблагодатского округа.

## Биография
Август Мейер родился в 1775 году в Гамбурге в семье доктора. С 1787 года жил в России. В 1797 году окончил Санкт-Петербургский горный университет, после чего в звании шихтмейстера 13 класса был отправлен на службу в команду Канцелярии главных заводов правления на Урал. По состоянию на 1797 год, числился в составе второй Екатеринбургской поисковой партии. 17 января 1800 года получил чин берггешворена 12 класса, в феврале этого же года был назначен управляющим Юговскими заводами. 11 апреля 1801 года получил звание гитен-фервальтера.
В 1806 году получил чин обер-гиттенфервалтера и должность помощника горного начальника Гороблагодатских заводов. Поскольку начальник заводов А. Ф. Дерябин в то время практически постоянно находился в Ижевском заводе, Мейер фактически исполнял обязанности начальника с 1808 года. 10 декабря 1813 года он был официально назначен горным начальником Гороблагодатского горного округа, которым руководил до 12 июля 1820 года. За время руководства округом осуществил ряд усовершенствований в заводском оборудовании. Деревянные клинчатые меха были заменены чугунными цилиндрическими, высота доменных печей была увеличена с 13 до 19 аршин, что позволило повысить их производительность.
В 1815 году получил чин обер-бергмейстера 7 класса.
Умер в 1857 году.

## Семья
Сын Павел (1814—1859) — управляющий Мотовилихинского завода (1840), управляющий Екатеринбургского монетного двора (с 1841), управляющий Кнауфскими заводами (1850), горный начальник Пермских заводов.